# Vasles
Vasles ist eine französische Gemeinde im Département Deux-Sèvres in der Region Nouvelle-Aquitaine. Sie hat 1.666 Einwohner (Stand: 1. Januar 2022) und gehört zum Arrondissement Parthenay sowie zum Kanton La Gâtine.

## Geographie
Vasles liegt etwa 18 Kilometer ostsüdöstlich von Parthenay und etwa 30 Kilometer westlich von Poitiers. Durch den Norden verläuft die Auxance. Im Zentrum der Gemeinde entspringt die Boivre. Umgeben wird Vasles von den Nachbargemeinden Chalandray im Norden, Ayron und Latillé im Nordosten, Boivre-la-Vallée im Osten, Les Forges im Osten und Südosten, Sanxay im Südosten, Ménigoute im Süden, Les Châteliers im Süden und Südwesten, Vausseroux im Südwesten und Westen, Saint-Martin-du-Fouilloux im Westen sowie La Ferrière-en-Parthenay im Nordwesten.

## Bevölkerungsentwicklung
| Jahr      | 1962 | 1968 | 1975 | 1982 | 1990 | 1999 | 2006 | 2012 | 2019 |
| Einwohner | 2413 | 2120 | 1879 | 1693 | 1601 | 1564 | 1650 | 1729 | 1671 |

## Sehenswürdigkeiten
- Kirche Sainte-Radegonde aus dem 11./12. Jahrhundert
- Neue Kirche aus dem Jahre 1901
- Schloss La Sayette aus dem 15. Jahrhundert mit Park und Kapelle, Monument historique seit 2004
- Schloss Vasles aus dem 15. Jahrhundert
- Herrenhaus in Chez-Paulier aus dem 17. Jahrhundert, Monument historique seit 1984
- Haus Le Mouton
- Mouton Village (Das Dorf der Schafe), Tourismuspark